# Nation apprenante
L'opération Nation apprenante est un programme d'apprentissage alternatif aux cours en établissements scolaires du ministère français de l'Éducation nationale créé en mars 2020 en réponse au confinement en vigueur lors de la crise de pandémie de Covid-19. 
Les médias requérant le label « nation apprenante » pour leurs contenus, qu'ils soient télévisés, radiophoniques ou écrits, passent un examen par la direction générale de l'enseignement scolaire et l'inspection générale de l'Éducation, du sport et de la recherche qui déterminent lesquels correspondent aux critères de « programmes de qualité en lien avec les programmes scolaires »,.

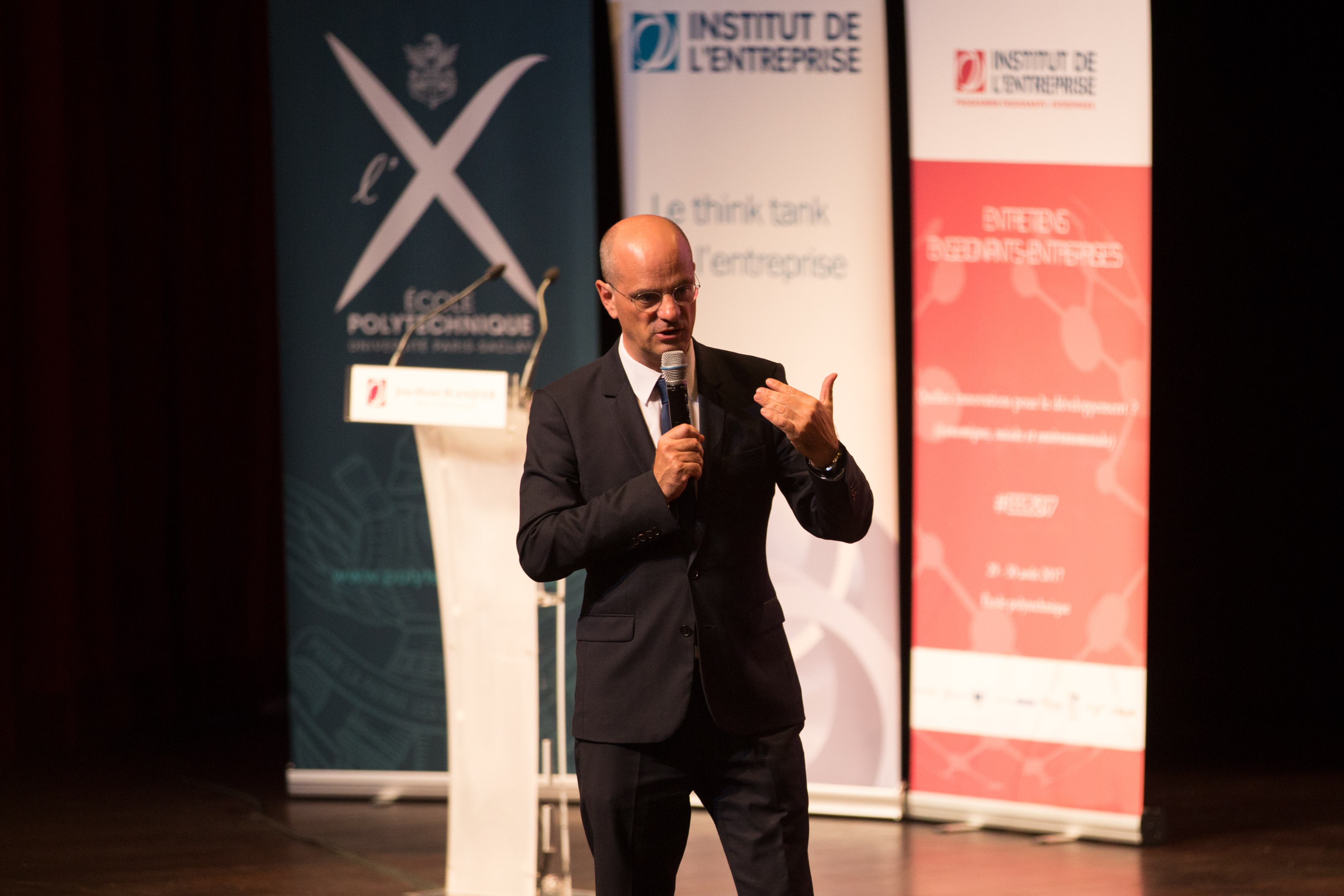

Le ministre de l'Éducation Jean-Michel Blanquer souhaite réduire les inégalités d'accès aux nouvelles technologies en permettant aux élèves de se référer aux supports classiques, notamment l'audiovisuel public, les programmes étant également disponibles en télévision de rattrapage et en podcast.
Dans le cadre de la mission « Nation apprenante », tout au long de la journée, du lundi au vendredi, de 9 h jusqu’à 17 h 30, en partenariat avec le ministère de l'Éducation nationale et de la Jeunesse, La Maison Lumni propose cinq séances de cours réparties sur la journée en fonction des niveaux scolaires et un magazine éducatif. Il y a des cours d'histoire, de mathématiques, de français, de géographie, de sciences et technologie, d'arts et culture, d'enseignement moral et civique, de langues vivantes et d'éducation aux médias.

## Partenaire de l'opération Nation apprenante[4]

### Émissions télévisées et télévision de rattrapage
- France.TV
  - France 2
  - France 3
  - France 4
  - France 5
  - France Ô
  - France Info
  - Outre-mer 1re
- Arte
- LCP
- Public Sénat
- TV5 Monde
- France 24
- #ALaMaison (nouvelle chaîne thématique pour le confinement)
- Histoire TV
- Ushuaïa TV
- Gulli
- M6
- RMC Story
- RMC Découverte

### Émissions radios et podcasts
- Radio France
  - France Culture
  - France Info
  - France Musique
  - France Bleu
  - France Inter
- France Médias Monde
  - RFI
  - France 24
- Radio Classique
- RTL

### Presse écrite, presse en ligne et presse locale
- PlayBac Presse
  - Le Petit Quotidien
  - Mon quotidien
  - L'ACTU
- Faton jeunesse
  - Olalar
  - Le Petit Léonard
  - Arkéo
  - Histoire Junior
  - Virgule
  - Cosinus
- Bayard Jeunesse / Milan presse
  - Pomme d'Api
  - Mes premiers J'aime lire
  - J'aime lire
  - J'aime lire Max
  - Images Doc
  - Youpi
  - Bayam

#### Presse locale
- Académie d'Aix-Marseille
  - La Provence

- Académie d'Amiens
  - Wéo
  - Le Courrier picard

- Académie de Besançon
  - Macommune.info
  - Le Trois
  - Villages FM
  - France Bleu Besançon
  - RCEF -93.4 FM
  - L'Est républicain

- Académie de Clermont-Ferrand
  - La Montagne

- Académie de Dijon
  - Le Bien public
  - Le Journal de Saône-et-Loire

- Académie de Corse
  - France Bleu RCFM
  - Corse-Matin
  - France 3 Corse Via Stella

- Académie de Grenoble
  - Le Dauphiné des enfants
  - Le Dauphiné libéré

- Académie de Lille
  - Wéo

- Académie de Limoges
  - Radio pays de Guéret

- Académie de Lyon
  - TL7
  - Le Progrès

- Académie de Montpellier
  - Midi libre
  - Objectif Gard
  - L'Indépendant

- Académie de Nancy-Metz
  - L'Est républicain
  - Le Républicain lorrain
  - Vosges Matin

- Académie de Nantes
  - Ouest-France

- Académie de Nice
  - Nice-Matin
  - Var-Matin
  - France Bleu Azur
  - Azur TV
  - Var Azur
  - France 3 Côte d'Azur

- Académie de Normandie
  - Paris-Normandie
  - Ouest-France

- Académie d'Orléans-Tours
  - La Nouvelle République
  - La République du Centre
  - L'Écho républicain
  - Le Berry républicain

- Académie de Poitiers
  - La Nouvelle République

- Académie de Reims
  - Canal 32
  - Le journal de Haute-Marne
  - L'Union/L'Ardennais
  - L'Est-Éclair
  - Libération Champagne

- Académie de Rennes
  - Ouest-France
  - France Bleu Armorique
  - TV Rennes

- Académie de Toulouse
  - La Dépêche
  - Radio Occitania

- Académie de Guadeloupe
  - Radio Inter'school
  - Guadeloupe 1re
  - Bel Radio

- Académie de Guyane
  - Guyane la 1re

- Académie de Martinique
  - Radio Caraïbes International
  - ViàATV
  - KMT
  - Lumnia TV
  - Martinique 1re

- Académie de Mayotte
  - Mayotte la 1re
  - Kwezi TV

- Académie de La Réunion
  - Réunion la 1re
  - Antenne Réunion
  - Le Quotidien de La Réunion
  - Journal de l'île de La Réunion